# Свих 15 година
„Свих 15 година“ је трећи концертни и седамнаести по реду троструки албум групе Парни ваљак, сниман уживо на концертима одржаним у загребачком Дому спортова 20. новембра и 17. децембра 1990. године.

## Списак песама

### Страна 1
1. „Има дана“
2. „Загреб има исти позивни“
3. „Анђели се досађују“
4. „Ања“
5. „Моје дневне параноје“

### Страна 2
1. „Неда“
2. „Вруће игре - Јави се - Проклето млада“
3. „Ухвати ритам“
4. „Ма 'ајде“
5. „Лутка за бал“

### Страна 3
1. „Остани с њим“
2. „Гледам је док спава“
3. „На пола пута“
4. „Метар изнад дна“

### Страна 4
1. „Када ме дотакне“
2. „Малена“
3. „Вријеме љубави“
4. „Јесен у мени“
5. „Хвала ти“

### Страна 5
1. „Страница дневника“
2. „Сташка“
3. „Париз“
4. „Само сан“

### Страна 6
1. „Године пролазе“
2. „Проклета недјеља“
3. „Угаси ме“
4. „У пролазу“
5. „Превела ме мала“